# Quá cảnh của Sao Kim, 2004

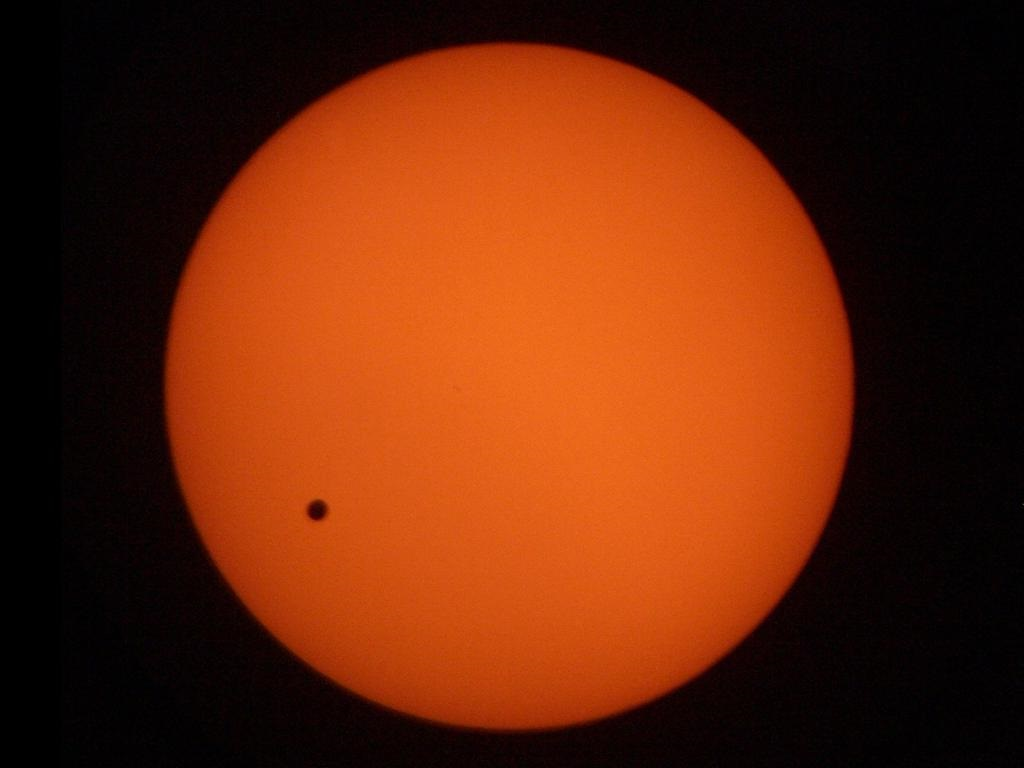
Một bức ảnh được chụp vào lúc 15:39 giờ Hồng Kông (07:39 UTC) từ Tuen Mun, Vùng lãnh thổ mới, Hồng Kông.

Quá cảnh sao Kim gần đây thứ hai được quan sát từ Trái Đất diễn ra vào ngày 8 tháng 6 năm 2004. Sự kiện này đã nhận được sự chú ý đáng kể, vì đây là lần vận chuyển đầu tiên của Sao Kim sau khi phát minh ra phương tiện truyền thông phát sóng. Không có con người nào còn sống vào thời điểm đó đã chứng kiến hiện tượng quá cảnh sao Kim trước đó kể từ khi quá cảnh đó xảy ra vào ngày 6 tháng 12 năm 1882.
Đài thiên văn Nam châu Âu (ESO) và Hiệp hội giáo dục thiên văn châu Âu (EAAE) đã khởi động dự án VT-2004, cùng với Viện nghiên cứu Mécanique Céleste et de Tính des Éphémérides (IMCCE) và Đài quan sát Paris ở Pháp, cũng như Viện thiên văn thuộc Viện Hàn lâm Khoa học Cộng hòa Séc. Dự án này có 2.763 người tham gia trên toàn thế giới, bao gồm gần 1.000 lớp học. Những người tham gia đã thực hiện một phép đo dùng đơn vị thiên văn (AU) là 149 608 708 km ± 11 835 km  chỉ có chênh lệch 0,007% so với giá trị được chấp nhận.

## Tầm nhìn

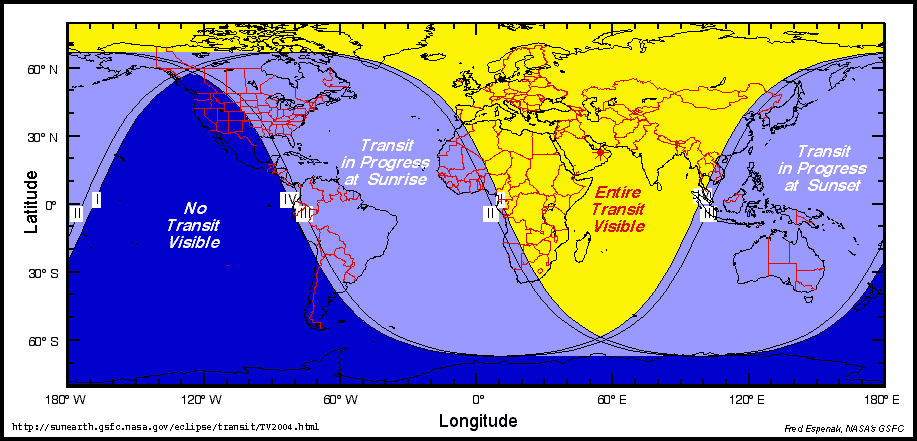
Trường hợp quá cảnh năm 2004 có thể nhìn thấy

Toàn bộ quá cảnh có thể nhìn thấy từ Châu Âu, hầu hết Châu Á và hầu hết Châu Phi. Sự khởi đầu có thể nhìn thấy trước khi mặt trời lặn từ cực đông châu Á và Úc. Sự kết thúc có thể nhìn thấy sau khi mặt trời mọc từ rìa phía tây của châu Phi, phía đông Bắc Mỹ và phần lớn Nam Mỹ. Quá cảnh không thể nhìn thấy ở tất cả từ phía tây Bắc Mỹ, miền nam Nam Mỹ, Hawaii hoặc New Zealand. Các khu vực mà hiện tượng quá cảnh có thể nhìn thấy được hiển thị trên bản đồ bên phải. 

## Thời gian
Bảng và hình ảnh sau đây đưa ra thời gian cho các sự kiện khác nhau (tương ứng, tiếp xúc thứ nhất, tiếp xúc thứ hai, trung điểm, tiếp xúc thứ ba và tiếp xúc thứ tư) trong quá trình vận chuyển vào ngày 8 tháng 6 năm 2004 cho một nhà quan sát giả định ở trung tâm Trái Đất. Do thị sai, thời gian quan sát được tại các điểm khác nhau trên Trái Đất có thể khác nhau sau khoảng 7 phút. 
| Thời gian (UTC) cho các quan sát của quá cảnh vào ngày 8 tháng 6 năm 2004 | Thời gian (UTC) cho các quan sát của quá cảnh vào ngày 8 tháng 6 năm 2004 | Thời gian (UTC) cho các quan sát của quá cảnh vào ngày 8 tháng 6 năm 2004 | Thời gian (UTC) cho các quan sát của quá cảnh vào ngày 8 tháng 6 năm 2004 | Thời gian (UTC) cho các quan sát của quá cảnh vào ngày 8 tháng 6 năm 2004 |
| I                                                                         | II                                                                        | Giữa                                                                      | III                                                                       | IV                                                                        |
| ------------------------------------------------------------------------- | ------------------------------------------------------------------------- | ------------------------------------------------------------------------- | ------------------------------------------------------------------------- | ------------------------------------------------------------------------- |
| 05:13:29                                                                  | 05:32:55                                                                  | 08:19:44                                                                  | 11:06:33                                                                  | 11:25:59                                                                  |
|                                                                           |                                                                           |                                                                           |                                                                           |                                                                           |

## Phương tiện truyền thông

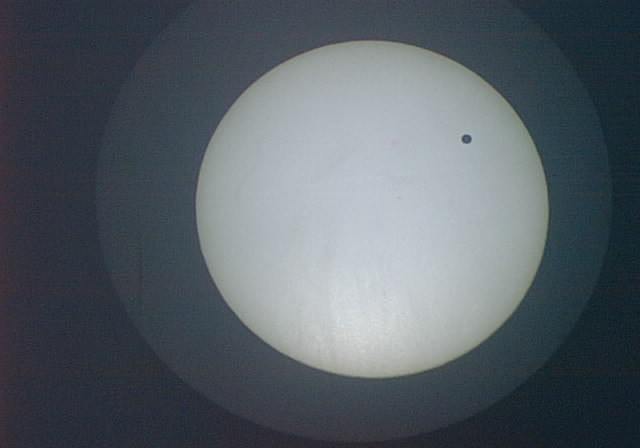
2004 quá cảnh khi nhìn từ Bangalore lúc 07:41 UTC, khoảng hai giờ sau khi quá cảnh. Hình ảnh được đảo ngược so với sơ đồ trên, vì vậy Sao Kim được nhìn thấy gần đỉnh đĩa Mặt trời
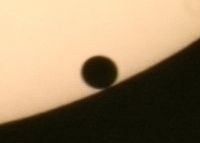
Liên hệ thứ ba (so với III trong sơ đồ trên) về quá cảnh sao Kim năm 2004 khi nhìn từ phần trung tâm của Hoa Kỳ
- Hoạt hình miêu tả quá cảnh của sao Kim từ góc nhìn của Trái Đất
- Video cận cảnh quá cảnh sao Kim năm 2004, được ghi lại ở phần tử ngoại của quang phổ